# Ráduly-Zörgő Éva
Ráduly-Zörgő Éva (Kolozsvár, 1954. október 23. –) logopédus, iskolapszichológus, sportvezető, olimpikon gerelyhajító, Zörgő Benjamin lánya.

## Életútja
Szülővárosában, a 11-es sz. középiskolában érettségizett (1973), a Babeș–Bolyai Egyetemen lélektan szakos oklevelet (1977) szerzett, majd elvégezte a bukaresti Testnevelési Főiskolát (1982). Pályáját mint logopéd-defektológus gyalui (1978–80), kolozsvári, kisbácsi (1985–90) iskolákban kezdte, 1990-től a kolozsvári Báthory István Elméleti Líceumban logopédus; a Babeș–Bolyai Egyetemen adjunktusként neveléslélektant, logopédiát és módszertant ad elő. A Kolozs megyei Atlétikai Bizottság elnöke. Az Erdélyi Pszichológiai Társaság, valamint az Erdélyi Pszichoterapeuták Társasága tagja.
2013-ban doktorált a Babeș–Bolyai Tudományegyetemen pszichológiából.

## Munkássága
Kutatási területe: iskola- és sportpszichológia, neveléslélektan, egészségpszichológia, konfliktuskezelés.  Az iskola-éretlenségről szóló tudományos dolgozatával érte el az I. osztályú tanügyi fokozatot (1989). Pszichológiai tanulmányokkal és népszerűsítő cikkekkel a Családi Tükör (1990-92) és a csíkszeredai Új Sport folyóiratok munkatársa.
Többszörös román országos bajnok és csúcstartó gerelyhajításban. Egyetemi világbajnok (Mexikóváros 1979), az Európa-válogatott (Montréal 1979) és Európa-kupa (Toronto 1979) döntő győztese, többszörös Balkán-bajnok, három olimpia (München 1972, Montréal 1976, Moszkva 1980) résztvevője, veterán Európa-bajnok gerelyhajításban (Budapest 1990). Sporttevékenységéért kulturális érdemrendet kapott.

## Díjai és kitüntetései
- Elismerő oklevél a Romániai Magyar Pedagógusok Szövetsége részéről (2011) (nemzeti közösségünkért, megmaradásunkért végzett közéleti és oktató-nevelői tevékenységért)
- A Magyarok Világszövetsége kitüntetése(A Külhoni Magyar Sportcsillagok I. Világtalálkozóján, 1998, Budapest)

- Magyar Érdemrend lovagkeresztje, 2015